# Râul Valea Calului, Iara
Râul Valea Calului este un curs de apă, afluent al râului Iara. 